# 完熟娘。
完熟娘。（かんじゅくむすめ）は、日本の歌手グループ。ボーカリスト・ダンサー・タレント・アイドル・女優・声優・モデル・アナウンサーなど、様々な経歴を持つ30代女性5人組のグループである。
昭和歌謡曲とポップスを中心としたレパートリーとオリジナル曲で、歌とダンスのショーを展開している。主に、ライブイベント・お祭り・ディナーショーなどのステージで活動中。
2009年6月10日に、エイベックス・マーケティングより発売されたCD「収穫祭」に、オリジナル曲3曲が収録されている。
結成より約1年間は5人組（Mai・Chee・Rei・Chisato・Haruka）であったが、2009年12月7日のディナーショーよりKanaが加入し、一時6名で活動していた。2011年8月にReiが脱退し、現在は5名で活動中。
キャッチコピーは「三十路エンタメ集団」。所属事務所は、個人オフィス（有）スペース・ハーン。

## メンバー（2011年10月現在）
- Mai〔いまのまい〕 1973年6月3日生、神奈川県出身、O型、ボーカリスト、リーダー、ボーカル指導、総合プロデュース
- Chee〔高木千代美（たかき ちよみ）〕 1973年10月28日生、福岡県出身、A型、ダンサー、サブリーダー、振付担当
- Chisato〔三井ちさと（みつい ちさと）〕 1976年8月31日生、埼玉県出身、A型、フリーアナウンサー、（主に）MC担当
- Haruka〔春田春香（はるた はるか）〕 1976年3月3日生、東京都出身、AB型、ダンサー、振付担当
- Kana〔加奈（かな）〕 1978年8月30日生、長野県出身、O型、歌手・タレント（2009年12月7日加入)

## 旧メンバー
- Rei〔平地レイ（ひらち れい）〕 1976年9月4日生、東京都出身、AB型、マルチメディアタレント・モデル、プロデューサー補（2011年8月脱退）

## 結成の経緯
2008年4月、Maiが出演していたライブにChisatoが客として訪れたことがきっかけとなり、ライブ終了後に、同じく訪れていたCheeや数名のスタッフと、その場で「完熟娘。」の構想がスタートする。その後、MaiやCheeと以前よりライブで共演していたReiを誘い、4名のメンバーが決まる。2008年6月、MaiのBirthday Liveに、以前組んでいたバンドのダンサー（CheeとHaruka）が出演することになった際に、Harukaを誘い、結成メンバー5人が決定した。

## 名前の由来
- ステージを下りる者も多い年代のメンバー達であるが、「夢を追い続けることをやめたくない、やめられない」という気持ちで、まだまだ努力し、成長し、円熟したステージをしていきたいという願いを込めて付けられた（とはいうものの、最初は自虐的なギャグだったらしい）。
- 名前のあとの「。」は、「娘は、終わってるけど。」というシャレでつけられている。間違った記載も多々見受けられるが、正式名称は「完熟娘。」である。

## 活動歴
- 2008年10月1日
「完熟ねっと。」 完熟娘。公式ホームページ開設
- 2008年10月1日
公式ブログ「完熟娘。の盛合せ」　　開始（メンバー日替わり更新→2012年4月より不定期更新）
- 2008年10月27日
結成記念ワンマンLive「完熟娘。プレゼンツ！フルーツ盛り！ひとつめ」開催（四谷三丁目・SOKEHS ROCK）
- 2008年12月28日
THE KEEPERS presents「KEEPERS "MANIA" Vol.7 〜2008年 年末大感謝祭〜」出演（恵比寿・LIVE GATE TOKYO）
- 2008年12月28日
KOBA Birthday Live 出演（四谷三丁目・SOKEHS ROCK）
- 2009年1月23日
ワンマンLive「CLUB Kandjuk 2009 Vol.1〜私は熟れて待つ果実〜」（新宿・ミノトール2）
- 2009年3月14日
歌舞伎町ライブミュージックプロムナード ハイジアランチタイムコンサート『ホワイトデー特別ライブ』（歌舞伎町音楽振興企画実行委員会主催）出演（新宿・東京都健康プラザ ハイジア1階ロビー）
- 2009年4月04日
THE KEEPERS presents「KEEPERS "MANIA" Vol.9」出演（恵比寿・LIVE GATE TOKYO）
- 2009年6月03日
Baby Breath Variation「いまのまいBirthday Live 2009」ゲスト出演（四谷三丁目・SOKEHS ROCK）
- 2009年6月20日
THE KEEPERS presents「KEEPERS "MANIA" Vol.10 〜Birthday 如月まりい〜」 出演（恵比寿・LIVE GATE TOKYO）
- 2009年7月18日
FMおだわら Presents「SUMMER PARADISE 2009(サマパラ・ライブ2009）」出演（小田原市・小田原ダイナシティ ウエスト店頭特設ステージ）
- 2009年8月3日
湯河原やっさ祭り「やっさ花車LIVE」出演（Mai・Chee・Rei・Chisato/湯河原町・ジョイスクエア湯河原）
- 2009年10月4日
「小田原・箱根産業まつり2009」出演（Mai・Chee・Rei・Haruka/小田原市・小田原城二の丸広場特設メインステージ）
- 2009年10月10日
THE KEEPERS presents「KEEPERS "MANIA" Vol.12 〜恵比寿主催ライブ2周年記念〜」 出演（Mai・Chee・Rei/恵比寿・LIVE GATE TOKYO）
- 2009年10月30日
完熟娘。活動一周年記念ワンマンディナーショー「完熟！ワールドツアー」(新宿/大久保・ライブレストランDaito）
- 2009年11月22日
ピンクフラミンゴ Presents「ドキッ！女だらけの昭和歌謡ヒットパレード！2009」ゲストメインボーカル(江古田・Live in Buddy）
- 2009年12月7日
和田琢磨＆完熟娘。クリスマスディナーショー「Early Christmas Night」(Mai・Rei・Chisato・Haruka・Kana/大手町・MANHATTAN Bleu）
- 2010年3月28日　-春のライブウェーク 2010 ①-
「小田原かまぼこ桜まつり」出演（小田原市・小田原城二の丸広場特設ステージ）
- 2010年3月31日　-春のライブウェーク 2010 ②-
-SOKEHS ROCK 9周年記念-完熟娘。ワンマンライブ（四谷三丁目・SOKEHS ROCK）
- 2010年4月3日　-春のライブウェーク 2010 ③-
しゃけいくらどん Presents ライブ出演（四谷・Live inn Magic）
- 2010年7月19日
アタミアロハフェスティバル2010 ゲスト出演（熱海市・親水公園）
- 2010年8月3日
湯河原やっさ祭り「やっさ花車LIVE」出演（湯河原町・ジョイスクエア湯河原）
- 2010年9月12日
「小田原・箱根産業まつり2010」出演（Mai・Chee・Rei・Chisato・Kana/小田原市・小田原城二の丸広場特設メインステージ）
- 2010年11月13日
ピンクフラミンゴ Presents「ドキッ！女だらけの昭和歌謡ヒットパレード！2010」ゲストメインボーカル(江古田・Live in Buddy）
- 2010年12月8日
完熟娘。活動二周年記念ワンマンディナーショー「春夏秋冬〜恋絵巻〜」(新宿/大久保・ライブレストランDaito）
- 2011年6月19日
Rouge＆完熟娘。｢雨の昭和歌謡祭」(大塚・cafe & dining Shisui deux）
- 2011年8月3日
湯河原やっさ祭り「やっさ花車LIVE」出演（Mai・Chee・Chisato・Haruka/湯河原町・ジョイスクエア湯河原）
- 2011年10月02日
「小田原元気フェスタ「小田原箱根産業まつり2011」」出演（Mai・Chee・Haruka・Kana/小田原市・小田原城二の丸広場特設メインステージ）
- 2011年12月20日
「懐かしのアイドルソングの巻2011-年忘れバンドSP-」(四谷・Live inn Magic）

## 作品

### CDアルバム
- 収穫祭（R2 RECORDS/エイベックス・マーケティング 2009年6月10日発売） 真熟娘（完熟娘。）
[収録曲]　M1 完熟!フルーツ盛りサンバ / M2 KA・SA・BU・TA / M3 逃げない太陽のように

### 着うた(R)
- ARTIST DELI（CD『収穫祭』収録の3曲配信中）

## メディア

### TV
- すぎナビ!（J:COM東京、2009年6月14日 - 20日）
ChisatoがMCを務める番組内で、CD『収穫祭』のPRと楽曲を放送

### インターネットTV
- 山本晋也のランク10国（2009年4月15日 - ）
完熟娘。「三十路エンタメ集団「完熟娘。」in 歌舞伎町ハイジアライブ」

### ニュース
- Yahoo!ニュース/mixiニュース等（2009年4月15日）
記事「私たち熟れてます！ 三十路エンタメ集団「完熟娘。」登場！」

### ラジオ
- GOOD DAY! ODAWARA（FMおだわら）
生放送・ゲスト出演（Mai/2009年6月10日）
CD『収穫祭』発売当日にPR出演
- ライラックスのリラックス歌謡曲（すまいるFM）
ゲスト出演（Rei・Chisato・Haruka/2009年6月27日・7月4日）
- 千葉山貴公の今夜は夢に見て（FM熱海湯河原Ciao!/FM伊東）
インタビュー出演（2009年7月2日（FM熱海湯河原）/7月12日・7月14日（FM伊東））
インタビュー出演（2010年1月28日（FM熱海湯河原）/2月7日・2月8日（FM伊東））
- strawberry party（FMおだわら）
生放送・電話出演(Mai/2009年07月11日）
7月18日に出演の「SUMMER PARADISE 2009（サマパラ・ライブ2009）」PRのため
- SUMMER PARADISE 2009（サマパラ・ライブ2009）（FMおだわら）
ライブ生中継（2009年7月18日）
- 千葉山貴公のちゃばたけ!777（FM茶笛（FM CHAPPY））
ゲスト出演（Mai・Chee・Chisato/2009年8月17日・8月24日）
- サンデーミュージックストリート（FMおだわら）
生放送・電話出演（2010年3月28日）
当日出演の「小田原かまぼこ桜まつり」会場より電話出演
- アタミアロハフェスティバル 生中継（FM熱海湯河原Ciao!/FM伊東）
インタビュー出演（2010年7月19日）
- 湯河原やっさ祭り「やっさ花車LIVE」生中継（FM熱海湯河原Ciao!/FM伊東）
ライブ生中継(2010年8月3日）
- GOOD DAY! ODAWARA（FMおだわら）
生放送・月曜パーソナリティ（Mai/2009年8月3日 - ）
Mai（いまのまい）がパーソナリティを務める、毎週月曜日18時台前半に完熟娘。の情報コーナー「完熟娘。のもぎたて情報」内で、最新スケジュールとオリジナル曲オンエア中
ゲスト出演（Rei/2009年8月3日）※同日出演の湯河原やっさ祭り「やっさ花車LIVE」PRのため
ゲスト出演（Chee/2010年1月4日）
ゲスト出演（Rei・Chisato・Kana/2010年1月11日）
電話インタビュー出演（2010年7月19日） ※同日出演の「アタミアロハフェスティバル」会場より
電話インタビュー出演（2011年8月3日） ※同日出演の湯河原やっさ祭り「やっさ花車LIVE」会場より

- 完熟娘。のメゾン・ド・完熟（FMおだわら）
完熟娘。初の冠番組（2011年2月4日 - ）

### 雑誌
- エイベックス無料音楽情報電子マガジン「beatfreak」（avex/256-02号・CD「収穫祭」告知＆インタビュー）
- エンタテイメントDash（晋遊舎/2009年7月号）
- 週刊プレイボーイ（集英社/2009年11月9日号）

## 完熟隊。
（2010年4月3日現在）
完熟娘。をバックアップする、バンドメンバーやスタッフの総称。

### バンドメンバー
- Bass 児玉憲二郎（Band Master）
- Guitar 小島翔（2010年12月 - ）
- Keyboard 中林万里子
- Drums 遠藤たけし
- Sax Hamber（2010年4月 - ）
- Trumpet 関口友美
- Trombone 鈴木大納言

- Guitar 畠山晶（ - 2010年4月）

### スタッフ
- 全企画・構成・演出 いまのまい
- バンド監修 児玉憲二郎
- 楽曲提供 呉尾律波
- 映像撮影・編集 上野真治
- 写真撮影 Craig.Dandridge
- ライブ映像撮影 大石和彦
- 振付 高木千代美・春田春香
- 衣装・小道具 いまのまい・加奈・下藤千佳
- 宣伝・デザイン いまのまい
- プロデューサー補  NAMAZU
- 総合プロデューサー いまのまい

## 楽曲レパートリー
（2010年4月3日現在）

### オリジナル曲
- 完熟!フルーツ盛りサンバ （作詞作曲：呉尾律波/編曲：児玉憲二郎）
- KA・SA・BU・TA （作詞作曲：呉尾律波/編曲：児玉憲二郎）
- 逃げない太陽のように （作詞作曲：呉尾律波/編曲：児玉憲二郎）
(以上、CD「収穫祭」収録曲）
- 逃げない太陽のように-X'mas Virsion- （作詞：いまのまい/作曲：呉尾律波/編曲：児玉憲二郎）
（2009年12月7日クリスマスディナーショーにて披露）

### カバー曲
完熟娘。出演LIVEで披露したもののみ記載
※順不同

#### 男性曲
- 匂艶 THE NIGHT CLUB（サザンオールスターズ）
- エロティカ・セブン（サザンオールスターズ）
- 愛と欲望の日々（サザンオールスターズ）
- 2億4千万の瞳-エキゾティック・ジャパン-（郷ひろみ）
- お嫁サンバ（郷ひろみ）
- 浪漫飛行（米米CLUB）
- sure danse（米米CLUB）
- ミセス マーメイド（チェッカーズ）
- 星のフラメンコ（西郷輝彦）
- 氷の世界（井上陽水）
- チャールストンにはまだ早い（田原俊彦）
- クリスマス・イブ（山下達郎）
- ドラマティック・レイン（稲垣潤一）
- $10（SMAP）
- 学園天国（フィンガー5）
- 華麗なうわさ（フィンガー5）

#### 女性曲
- ペッパー警部（ピンク・レディー）
- ウォンテッド-指名手配-（ピンク・レディー）
- 渚のシンドバッド（ピンク・レディー）
- カルメン'77（ピンク・レディー）
- 年下の男の子（キャンディーズ）
- 春一番（キャンディーズ）
- やさしい悪魔（キャンディーズ）
- 暑中お見舞い申し上げます（キャンディーズ）
- 恋のバカンス（ザ・ピーナッツ）
- 恋のフーガ（ザ・ピーナッツ）
- やっぱりribbonはやめられない（ribbon）
- メリハリで愛して（ribbon）
- 淋しい熱帯魚（Wink）
- 他人の関係（金井克子）
- 天使の誘惑（黛ジュン）
- 経験（辺見マリ）
- 恋の奴隷（奥村チヨ）
- どしゃ降りの雨の中で（和田アキ子）
- 古い日記（和田アキ子）
- 桃色吐息（髙橋真梨子）
- 真夜中のドア-Stay with me-（松原みき）
- WOMAN（アン・ルイス）
- 六本木心中（アン・ルイス）
- 君たちキウィ・パパイヤ・マンゴーだね。（中原めいこ）
- 今さらジロー（小柳ルミ子）
- プレイバックPart2（山口百恵）
- イミテイション・ゴールド（山口百恵）
- ニュー・トーキョー（渚ようこ）
- アテンション・プリーズ（能瀬慶子）
- 蘇州夜曲（渡辺はま子）
- 雨の慕情（八代亜紀）
- 異邦人（久保田早紀）
- 夢見るシャンソン人形（弘田三枝子）
- モンテカルロで乾杯（庄野真代）
- 雨音はショパンの調べ（小林麻美）
- 魅せられて（ジュディ・オング）
- Marrakech-マラケッシュ-（松田聖子）
- SWEET MEMORIES（松田聖子）
- マンハッタン・キス（竹内まりや）
- 赤道小町ドキッ（山下久美子）
- 春咲小紅（矢野顕子）
- 二人静-「天河伝説殺人事件」より-（中森明菜）
- サザン・ウインド（中森明菜）
- 再会のラビリンス（河合その子）
- 恋のロープをほどかないで（新田恵利）
- おんなになあれ（森川美穂）
- 涙をたばねて（小川範子）
- あなたを・もっと・知りたくて（薬師丸ひろ子）
- 色・ホワイトブレンド（中山美穂）
- デ・ビュー-Fly Me To Love-（河合奈保子）
- I'm Here.（小比類巻かほる）
- 渚のダンスパーティー（少女隊）
- 涙の太陽（田中美奈子）
- CHA-CHA-CHA（石井明美）
- 真夏の出来事（平山三紀）
- 春なのに（柏原芳恵）
- みずいろの雨（八神純子）
- クリスタル・シティー（大橋純子）
- 白い小鳩（朱里エイコ）
- 絹の靴下（夏木マリ）
- 夏のせいかしら（夏木マリ）
- おもいで酒（小林幸子）
- 喝采（ちあきなおみ）
- 私の彼は左きき（麻丘めぐみ）
- 東京ブギウギ（笠置シヅ子）
- 夜桜お七（坂本冬美）
- あじさい橋（城之内早苗）
- スプリング サンバ（大場久美子）
- ニュアンスしましょ（香坂みゆき）
- 江戸ポルカ（一青窈）
- 萎えて女も意志をもて（ジューシィ・フルーツ）
- 九月の雨（太田裕美）
- 別れの予感（テレサ・テン）
- Winter Song（DREAMS COME TRUE）
- 山本リンダメドレー（狙いうち〜狂わせたいの〜どうにもとまらない）（山本リンダ）
- 恋は気分（ポピーズ）
- チェリー・ピンク'76（ポピーズ）
- Shall We Dance Again?〜恋する80's〜（Hi-Fi SET）
- 熱い気分のさめないうちに（フィーバー）
- アドベンチャー・ドリーム（アイドル夢工場）
- セーラー服を脱がさないで（おニャン子クラブ）
- およしになってねTEACHER（おニャン子クラブ）

#### デュエット曲
- わたしたちどうするの？（ザ・マイクハナサーズ）
- 別れても 好きな人（ロス・インディオス＆シルビア）

#### 番組テーマソング
- ザ・ヒットパレードのテーマ（ザ・ヒットパレード）

## そのほか
- MaiとCheは、神奈川県立西湘高等学校の同級生である。
- Mai・Chee・Harukaは、1998年から2000年まで、Dance&Rock Band Groove「MOONRISE」で一緒に活動していた。
- 2008年10月27日のお披露目ライブには、会場に物真似タレントのノブ&フッキーのノブが来場している。
- メンバーそれぞれがさまざまな分野で活動しているため、スケジュールによってはメンバー全員揃ってのステージではない場合もある。
- 完熟娘。のステージは、衣装の早替わりが多いのが特徴であり、多い時には、1曲毎に衣装が変わることがある。故に、特にワンマンの場合はバンドの生演奏が入るが、映像も駆使し、ライブというよりも、ショーまたは、レビューに近いものである。